# بریستول ثور
بریستول ثور (به انگلیسی: Bristol Thor) یک هواگرد ساختِ کارخانهٔ بریستول ایروپلین در کشور بریتانیا است .  